# Entetraommatus quercicola
Entetraommatus quercicola là một loài bọ cánh cứng trong họ Cerambycidae.